# Fage

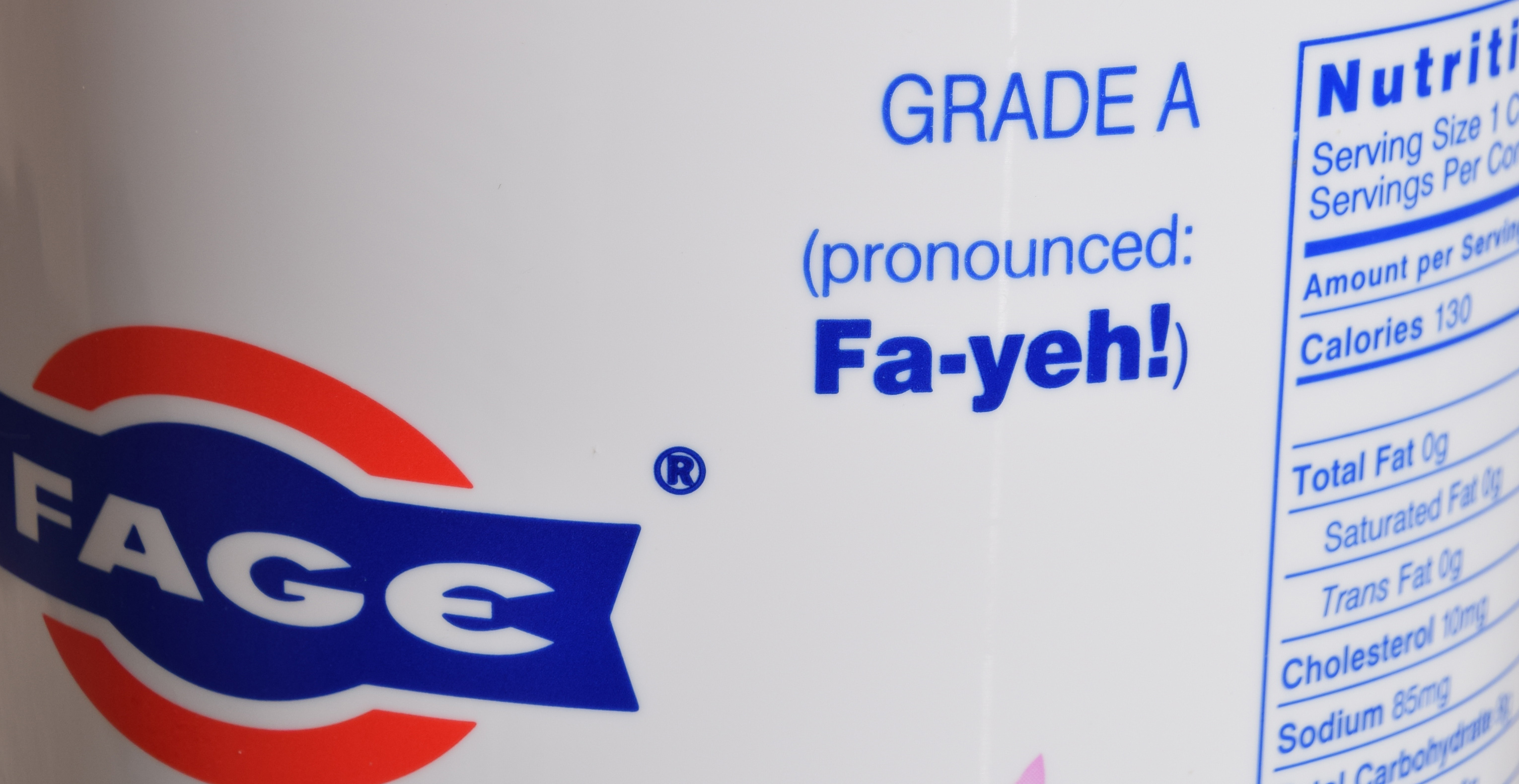
Logotip de l'empresa.

Fage S.A. (Grec Φάγε, IPA [ˈfaʝe]) és una de les majors companyies gregues fabricants de productes làctics. Amb base a l'Àtica, en concret a l'àrea industrial a l'oest d'Atenes. Entre els seus productes hi ha diversos tipus de llet, iogurts, i gelats. Un dels seus productes més coneguts al nostre país és el iogurt grec Total, encara que aquí arriba en envasos de només 150g (a Grècia són de mig quilo). La paraula φάγε (pronunciada semblant a 'faie') és un verb imperatiu singular amb el significat menja!.
La companyia va ser fundada originalment el 1926 a Patissia, i va anar creixent:
el 1954 la primera xarxa de distribució de iogurt de l'Àtica, el 1964 la primera fàbrica de iogurt a Galatsi, el 1974 la fàbrica actual, el 1981 l'exportació al mercat euuropeu del seu conegut iogurt Total.